# FireAid
FireAid war ein Benefizkonzert und eine musikbasierte Spendenaktion, die am 30. Januar 2025 in Inglewood, Kalifornien stattfand. Die von der Annenberg Foundation organisierte Veranstaltung sammelte Spenden für die von den anhaltenden Waldbränden in Südkalifornien Betroffenen und für die Verhütung künftiger Waldbrände in der Region. Auf der Webseite des Konzerts wird mitgeteilt, dass jeder gespendete Dollar von Steve & Connie Ballmer verdoppelt wird.

## Künstler

### Intuit Dome

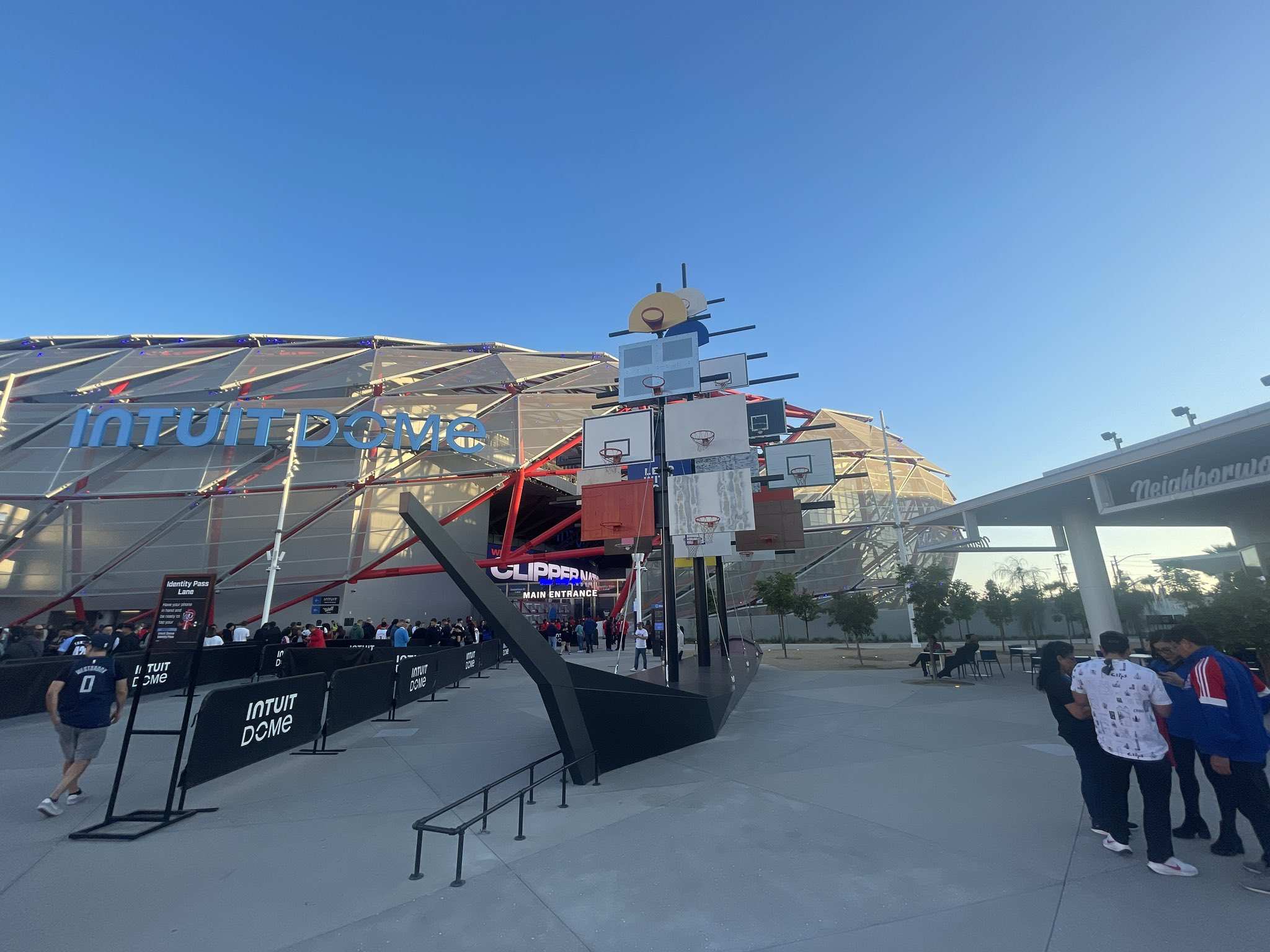
Intuit Dome

- Billie Eilish mit Finneas O’Connell (Wildflower, The Greatest, Birds of a Feather)
- Earth, Wind & Fire (That’s the Way of the World, Shining Star, September)
- Gracie Abrams mit Aaron Dessner (I Love You, I'm Sorry, A Long December)
- Jelly Roll (I Am Not Okay, Hollywood Night (mit Travis Barker))
- Katy Perry (Rise (mit dem Pasadena Chor), Roar, California Gurls)
- Lady Gaga (Shallow, Always Remember Us This Way, All I Need Is Time)
- Lil Baby (So Sorry, Emotionally Scarred)
- Olivia Rodrigo (Drivers License, Deja Vu)
- Peso Pluma (La Bebé (Remix))
- Rod Stewart (Forever Young, Maggie May, People Get Ready)
- Stevie Wonder (Love's in Need of Love Today, Superstition (mit Sting), Higher Ground (mit Sting and Flea))
- Sting (Message in a Bottle, Driven to Tears, Fragile)
- Tate McRae (You Broke Me First, Don't Dream It's Over)

Weitere Auftritte absolvierten Samuel L. Jackson, Quinta Brunson und Miles Teller, die jeweils Anwohner vorstellten, die ihre Häuser durch die Waldbrände verloren hatten (Teller verlor auch sein Haus durch das Palisades-Feuer), sowie Jimmy Kimmel.

### Kia Forum

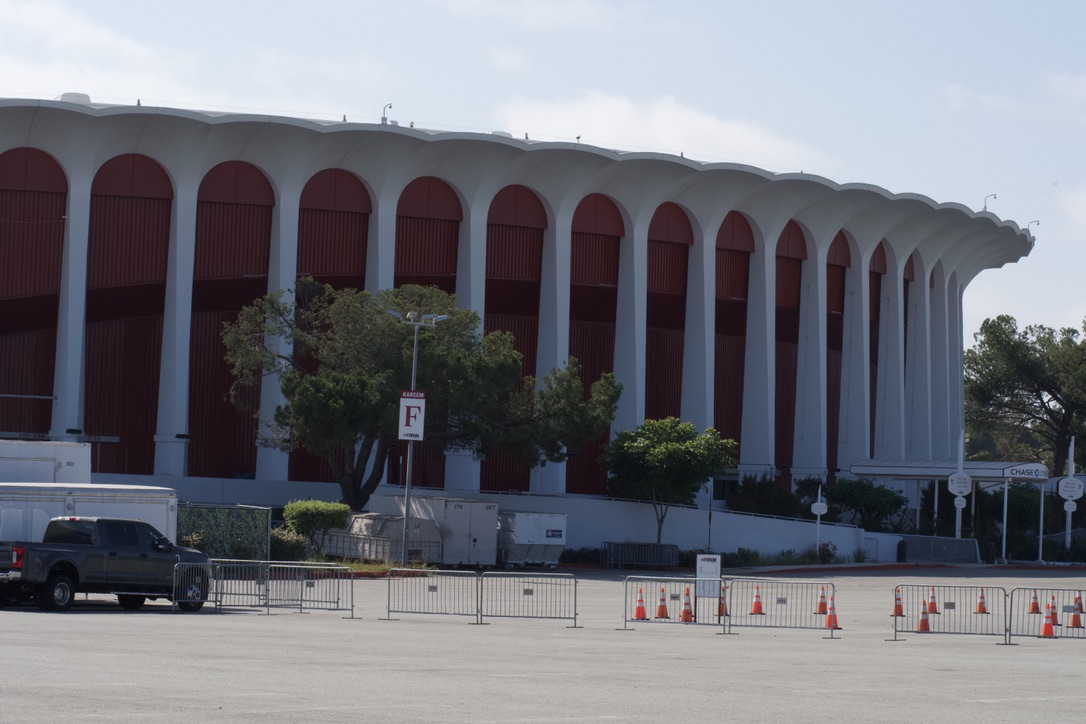
Kia Forum

- Alanis Morissette (Hand in My Pocket, Thank U)
- Anderson Paak und Sheila E. (Put Me Thru, Come Down, Still D.R.E. (mit Dr. Dre) und California Love (mit Dr. Dre))
- Dawes (Time Spent in Los Angeles, For What It’s Worth (mit Stephen Stills und Mike Campbell) und Teach Your Children (mit Graham Nash und Stephen Stills))
- Green Day (Last Night on Earth (mit Billie Eilish), Still Breathing, When I Come Around)
- John Mayer (Neon, Gravity, Free Fallin')
- Joni Mitchell (Both Sides, Now)
- Nirvana Tribute mit den noch lebenden Mitgliedern Dave Grohl, Krist Novoselic und Pat Smear (Breed (mit St. Vincent), School (mit Kim Gordon), Territorial Pissings (mit Joan Jett), All Apologies (mit Violet Grohl and Kim Gordon)) (unangekündigter Überraschungsauftritt.)
- No Doubt (Just a Girl, Don’t Speak, Spiderwebs)
- Pink (What About Us, Me and Bobby McGee, Babe I'm Gonna Leave You)
- Red Hot Chili Peppers (Dani California, Californication, Black Summer, Under the Bridge)
- Stevie Nicks (Stand Back, Landslide, Edge of Seventeen)
- The Black Crowes (Remedy, Have You Ever Seen the Rain? (mit John Fogerty und Shane Fogerty) sowie Going to California (mit Slash))

Außerdem trat Billy Crystal auf, der sein Haus bei dem Palisades-Feuer verloren hat.
Dave Matthews sollte ursprünglich zusammen mit John Mayer auftreten, sagte aber wegen einer Erkrankung in der Familie ab.

## Streamingplattformen
Das Konzert wurde weltweit auf vielen verschiedenen Streaming-Plattformen und Radiosendern live übertragen:

### Videostreaming
- Prime Video/Amazon Live
- Apple TV+
- Disney+/Hulu
- Max/Crave
- Netflix/Tudum
- Paramount+/Pluto TV
- Peacock
- YouTube
- DirecTV App
- DirecTV Stream
- FanDuel Sports Network App

### Musikstreaming
- Spotify
- Amazon Music
- Apple Music
- SoundCloud
- YouTube Music

### Radiostationen
- All 860+ iHeartRadio stations
- Life with John Mayer

### Nachrichtenstationen
- KTLA+
- NBC News Now
- CBS News 24/7

### Social-Media-Plattformen
- Meta
  - Facebook
  - Instagram
- TikTok
- X
- Twitch (Amazon Music)

### Konzertstreaming Plattformen
- VEEPS

### Kinos
- AMC Theatres
- Regal Cinemas